# Druga slovenska nogometna liga 2010-2011
La Druga slovenska nogometna liga 2010-2011 (in lingua italiana: Secondo campionato calcistico sloveno 2010-2011), abbreviata in 2. SNL 2010-2011, fu la ventesima edizione della seconda serie del campionato di calcio sloveno.

## Formula
Le 10 squadre partecipanti disputarono un turno di andata-ritorno-andata per un totale di 27 giornate, al termine delle quali:
- La prima classificata sarebbe stata promossa in 1. SNL 2011-2012
- La seconda classificata avrebbe dovuto disputare uno spareggio contro la penultima della 1. SNL 2010-2011
- Le ultime due classificate avrebbero dovuto essere retrocesse in 3. SNL 2011-2012

### Avvenimenti
L'Aluminij vinse il campionato e avrebbe dovuto essere promosso, mentre il secondo classificato Interblock era destinato allo spareggio. Ma ambedue le squadre, più il terzo classificato Dravinja, rinunciarono alla promozione per motivi finanziari. Ad essere promosso fu così il quarto classificato: il Mura 05.
Il Drava Ptuj non ottenne la licenza e fu escluso dal campionato. Dato che anche il Primorje (retrocesso dalla 1. SNL 2010-2011) non la ottenne, le ultime due classificate, Šenčur e Šmartno, furono ripescate.

## Squadre partecipanti
| Squadra          | Città             | Stadio                | Stagione 2009-10 | Stagione 2009-10 |
| Squadra          | Città             | Stadio                | Pos.             | Divisione        |
| ---------------- | ----------------- | --------------------- | ---------------- | ---------------- |
| IB Interblock    | Lubiana           | Stadion ŽŠD           | 9°               | 1. SNL           |
| Labod Drava      | Ptuj              | Mestni stadion        | 10º              | 1. SNL           |
| Aluminij         | Kidričevo         | Športni park Aluminij | 3°               | 2. SNL           |
| Dravinja Kostroj | Slovenske Konjice | Stadion Dobrava       | 4°               | 2. SNL           |
| Bela Krajina     | Črnomelj          | Stadion Loka          | 5°               | 2. SNL           |
| Mura 05          | Murska Sobota     | Stadio Fazanerija     | 6°               | 2. SNL           |
| Garmin Šenčur    | Šenčur            | Športni park Šenčur   | 7°               | 2. SNL           |
| Krško            | Krško             | Stadion Matije Gubca  | 8°               | 2. SNL           |
| Roltek Dob       | Domžale           | Športni park Dob      | 2°               | 3. SNL Ovest     |
| Šmartno 1928     | Šmartno ob Paki   | Stadion Šmartno       | 1°               | 3. SNL Est       |

## Classifica
|                  | Pos. | Squadra      | Pt | G  | V  | N  | P  | GF | GS | DR  |
| ---------------- | ---- | ------------ | -- | -- | -- | -- | -- | -- | -- | --- |
|                  | 1.   | Aluminij     | 48 | 27 | 13 | 9  | 5  | 54 | 22 | +32 |
|                  | 2.   | Interblock   | 47 | 27 | 13 | 8  | 6  | 38 | 25 | +13 |
|                  | 3.   | Dravinja     | 43 | 27 | 11 | 10 | 6  | 31 | 23 | +8  |
|                  | 4.   | Mura 05      | 41 | 27 | 12 | 5  | 10 | 42 | 37 | +5  |
|                  | 5.   | Drava Ptuj   | 39 | 27 | 11 | 6  | 10 | 38 | 41 | −3  |
|                  | 6.   | Dob          | 38 | 27 | 11 | 5  | 11 | 43 | 44 | −1  |
|                  | 7.   | Bela Krajina | 37 | 27 | 9  | 10 | 8  | 38 | 39 | −1  |
|                  | 8.   | Krško        | 31 | 27 | 8  | 7  | 12 | 24 | 35 | −11 |
|                  | 9.   | Šenčur       | 22 | 27 | 4  | 10 | 13 | 37 | 52 | −15 |
|                  | 10.  | Šmartno      | 22 | 27 | 6  | 4  | 17 | 31 | 58 | −27 |
| Fonte: rsssf.org |      |              |    |    |    |    |    |    |    |     |

Legenda:
      Promosso in 1. SNL 2011-2012.
  Partecipa agli spareggi.
      Retrocesso in 3. SNL 2011-2012.
      Escluso dal campionato.
Regolamento:
Tre punti a vittoria, uno a pareggio, zero a sconfitta.
In caso di arrivo di due o più squadre a pari punti, la graduatoria viene stilata secondo la classifica avulsa tra le squadre interessate (= scontri diretti).

### Spareggio
Viste le varie rinunce, lo spareggio non si rese necessario.